# Alan Bastien
Alan Bastien, celým jménem Alan Rudolf Bastien (* 13. května 1971 Olomouc), původním jménem Rudolf Nasadil, je zpěvák a jeden z nejobsazovanějších[zdroj⁠?!] českých muzikálových herců. 

## Život
Vystudoval Střední průmyslovou školu strojní v Uničově a kromě zpěvu a tancování se věnoval v mládí hlavně sportu. Do svých 19 let závodně lyžoval za Tělovýchovnou jednotu Tatran Litovel a za Vojenskou tělovýchovnou jednotu Poprad. V roce 1987 získal titul nejlepšího slalomáře Moravy.
Hudbě se věnuje od roku 1992, prošel jako frontman několika rockovými kapelami. Do roku 1996 byl členem litovelské rockové kapely Alien, poté už působil v Praze, spolupracoval například se skupinami D.O.S.T.! a Zeus.
Průlom v pěvecké kariéře pro něj znamenalo založení rockové skupiny Vajnot s repertoárem v produkci Oty Balage a Pavla Větrovce ml.. V roce 2005 vznikla debutová deska skupiny Vajnot s názvem Talent na klid. Ke konečné podobě díla přispěli tehdy například i Monika Absolonová, Linda Finková, Ivan Hlas, již zmínění Ota Balage a Pavel Větrovec ml. a Alan Bastien se kromě zpěvu podílel i autorsky (mimo jiné písně Bez tebe a Julie). Největšího úspěchu se dočkaly singly Spojené státy lásky a Doba kamenná (ocenění v hitparádě Českého rozhlasu 1).,
V květnu 2006 skupina Vajnot ukončila činnost a té doby se věnuje jen sólové kariéře a muzikálovým rolím. První významnější rolí byl Lancelot v Excaliburu v divadle Ta Fantastika, nyní působí zejména na své domovské scéně, pražských divadlech Broadway a Hybernia, kde ztvárnil role ve většině uváděných muzikálových představení.,
V červnu 2008 mu vyšla ve vydavatelství Popron Music jeho debutová sólová deska s názvem Alan Bastien, romantický beatník. Album produkoval hitmaker Michal David a jedná se o mix melodického rock&popu s odkazem na hudební osmdesátá a devadesátá léta. Obsahuje opět i jeho vlastní tvorbu ("Bůh to tak chtěl" a "Někoho má")a jako bonus je zařazena píseň d’Artagnana "Jediná" z muzikálu Tři mušketýři. Česká rádia z tohoto alba hrají písně Bůh to tak chtěl a Havraní pírko.
Stal se zakladatelem a patronem benefičních Koncertů pro Vincentinum, jehož výtěžek je vždy věnován Vincentinu, poskytovateli sociálních služeb ve Šternberku u Olomouce.
Jde také o patrona celostátního pěveckého festivalu "Nad oblaky, aneb každý může být hvězdou!" (https://web.archive.org/web/20131031085145/http://www.nadoblaky.cz/)

## Diskografie
- "Muzikál Excalibur" CD (2004)
- "Muzikál Tři mušketýři" DVD – d'Artagnan (2005)
- "Muzikál Tři mušketýři" CD – (2005)
- Talent na klid (Vajnot & Alan Bastien) CD (2005)
- Alan Bastien "romantický beatnik" CD (2008)
- "Muzikál Golem" DVD – Jacob (2008)
- "Muzikál Angelika" DVD – Nicolas (2008)
- "33-muzikalovych-hitu" CD (2010)

## Divadlo
- Muzikál Excalibur (2003–2009, Divadlo Ta Fantastika Praha) – role Lancelot
- Muzikál Tři mušketýři (2004–2013, Divadlo Broadway Praha a 2008, Hybernia Praha) – d'Artagnan
- Muzikál Kleopatra (2006–2012, Divadlo Broadway Praha) – Rufius
- Muzikál Golem (2006–2007, Divadlo Hybernia Praha) – Jákob
- Muzikál Angelika (2006–2008, Divadlo Broadway Praha) – Nicolas
- Muzikál Dracula (2009–2010, Divadlo Hybernia Praha) – Nick
- Muzikál Mona Lisa (2009–2010, Divadlo Broadway Praha) – Michelangelo Buonarroti
- Muzikál Je třeba zabít Davida (2010), Divadlo Broadway Praha)- Hugo, Ježíš Nazaretský